# Otto Tangen
Pour les articles homonymes, voir Tangen.
Otto Tangen, né le 28 janvier 1886 et mort le 13 octobre 1956, est un coureur norvégien du combiné nordique. 

## Biographie
Il représente le club IF Liv, basé à Hønefoss.
En compagnie de Knut Holst, il est récompensé par la Médaille Holmenkollen en 1911, année où il est vice-champion de Norvège derrière Holst.
Dans le Festival de ski de Holmenkollen, il se place deux fois sur le podium : en 1910, où il est deuxième derrière Lauritz Bergendahl et en 1911, où il se classe troisième.